# Bistum Mweka
Das Bistum Mweka (lateinisch Dioecesis Mvekaensis) ist eine in der Demokratischen Republik Kongo gelegene römisch-katholische Diözese mit Sitz in Mweka.

## Geschichte
Das Bistum Mweka wurde am 24. März 1953 durch Papst Pius XII. aus Gebietsabtretungen des Apostolischen Vikariates Luluabourg als Apostolische Präfektur Mweka errichtet. Am 29. September 1964 wurde die Apostolische Präfektur Mweka durch Papst Paul VI. mit der Apostolischen Konstitution Sanctorum mater zum Bistum erhoben.
Das Bistum Mweka ist dem Erzbistum Kananga als Suffraganbistum unterstellt.

## Ordinarien

### Apostolische Präfekten von Mweka
- Marcel Evariste Van Rengen CJ, 1957–1964

### Bischöfe von Mweka
- Marcel Evariste Van Rengen CJ, 1964–1988
- Gérard Mulumba Kalemba, 1989–2017
- Oscar Nkolo Kanowa CICM, seit 2017